# Săn cá sấu

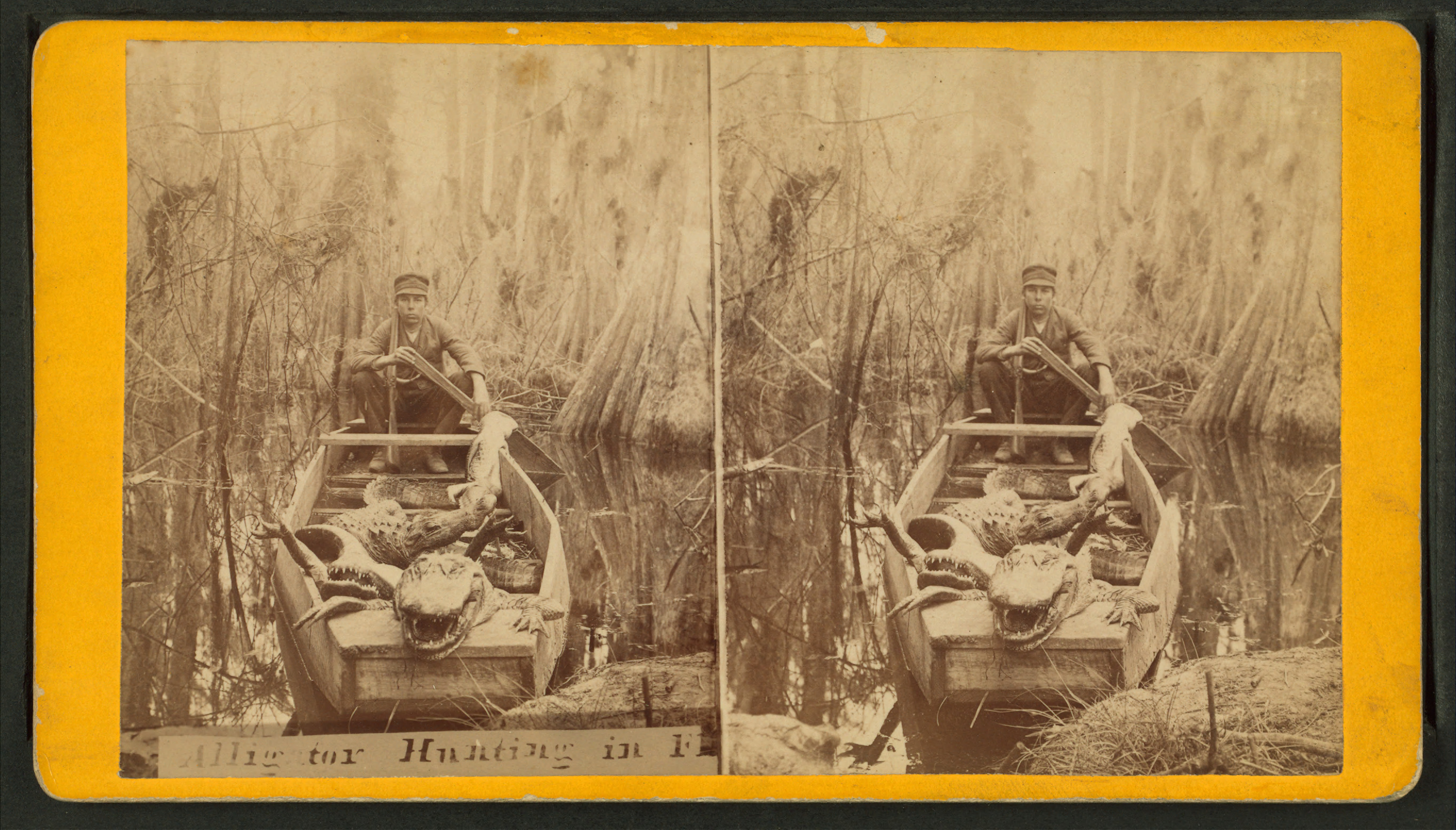
Săn cá sấu ở Florida

Săn cá sấu là việc săn tìm, lúng sục, bẫy, bắt, giam giữ và giết chết những con cá sấu. Việc săn bắt cá sấu được ghi nhận ở những nơi có sự tồn tại của loài cá sấu. Nhìn chung việc săn cá sấu là một công việc nguy hiểm vì cá sấu là dã thú có thể tấn công và ăn thịt người hoặc gây thương tích nặng cho con người. Ở Mỹ, loài cá sấu được phép săn bắt ngày nay là cá sấu mõm ngắn (Alligator), với giấy phép và thẻ săn thích hợp, cá sấu mõm ngắn ở Mỹ có thể bị săn bắn hợp pháp ở Đông Nam Hoa Kỳ.
Các sản phẩm động vật chính của săn cá sấu là thịt cá sấu và da cá sấu. Da cá sấu đã được thu hoạch từ những năm 1800 ở Mỹ. Da cá sấu được sử dụng trong sản xuất giầy ủng, thắt lưng và yên ngựa. Vào đầu những năm 1900, một số bang đã bắt đầu làm da thuộc da cá sấu thương mại. Sự phổ biến ngày càng tăng của da cá sấu dẫn đến sự gia tăng của hoạt động nuôi cá sấu, bây giờ là một ngành công nghiệp 60 triệu đô la. Sau cuộc suy thoái kinh tế toàn cầu năm 2008, nhu cầu da cá sấu hoang dã giảm mạnh. Ở bang Louisiana, số lượng da báo cáo giảm từ 35.625 xuống 9.139 trong một năm.
Các bang Florida, Georgia, Alabama, Arkansas, Mississippi, Louisiana, Nam Carolina và Texas đều có cấp phát giấy phép săn cá sấu. Bắc Carolina là tiểu bang duy nhất trong phạm vi của loài cá sấu có lệnh cấm săn bắn. Cá sấu được bảo vệ ở Bắc Carolina và chỉ có thể bị giết bởi các quan chức động vật hoang dã. Trong lịch sử, săn bắn không được kiểm soát đã dẫn đến giảm đáng kể số lượng cá sấu. Vào năm 1973, cá sấu Mỹ được liệt kê là loài nguy cấp theo Đạo luật Loài có nguy cơ tuyệt chủng vào năm 1973. Kể từ khi sự phục hồi của loài, các chương trình săn cá sấu đã được tái khởi động ở phần lớn các bang Hoa Kỳ trong phạm vi môi trường sống của cá sấu.